# Chapelle de Magrigne
La chapelle de Magrigne, est une chapelle romane templière située dans la commune de Saint-Laurent-d'Arce, dans le département français de la Gironde. Elle est classée au titre des Monuments Historiques, le 10 novembre 1921.

## Présentation
À proximité du Port de Magrigne, autrefois nommé « Port Malo », la chapelle est notamment décrite dans l’œuvre de Léo Drouyn et d'Henri de Marquessac. Cette chapelle est la plus complète et la mieux conservée des édifices hospitaliers de Gironde.
Propriété communale, elle accueille aujourd'hui des manifestations culturelles. L'Association Historique et Archéologique de Saint-Laurent d'Arce (ARHAL) étudie son histoire.

## Dédiée à Sainte Quitterie
La chapelle de Magrigne est dédiée à Sainte Quitterie, fille du proconsul romain de Galice, Catilius. Son père voulant la marier à un jeune seigneur wisigoth arien, elle s’enfuit en Gaule rejoindre la communauté chrétienne de Limoges. Alors qu’elle se trouve dans la vallée de l'Adour, elle est arrêtée par les soldats de son père à Atura (Aire-sur-Adour). Ils lui offrirent le choix entre l’obéissance envers son père et le mariage, ou de perdre la vie. Quitterie préféra la mort et fut décapitée le 22 mai 476 d’un coup de sabre. Elle fut enterrée à Aire-sur-l'Adour, dans la crypte gallo-romaine de l’église où repose son sarcophage, datant du IVe siècle. On invoque Sainte Quitterie contre la rage, pour rappeler la férocité de ses poursuivants.

## Description architecturale de la chapelle
|  |

La chapelle est bâtie sur le même plan que tous les édifices fondés par les Templiers. Le plan est rectangulaire, à peu près exactement orienté, renforcé aux angles et sur le milieu de chaque face longue par des contreforts. La largeur intérieure égale 6,83 m ; l’épaisseur des murs, 1,66 m, soit près du quart de la largeur dans l’œuvre.

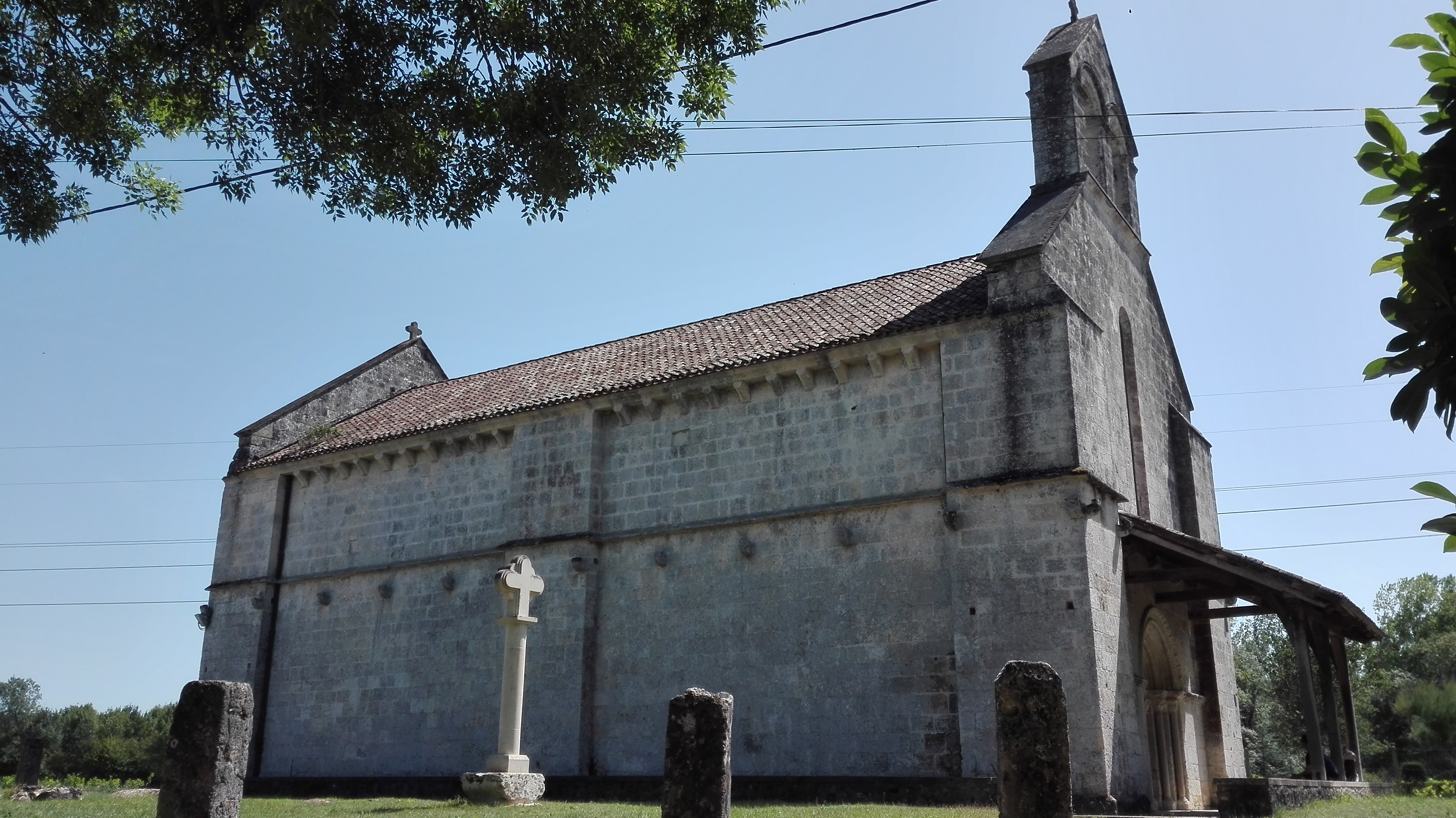
Chapelle templière de Saint-Laurent d'Arce, en Gironde, France. Façade nord.

Au nord, dans l’épaisseur des murs, on a logé un escalier conduisant à la chaire. Pas de fenêtres latérales, à cause des constructions qui étaient élevées sur l’un et l’autre flanc, ainsi qu’en témoignent le solin et les files de corbeaux qui sont destinés à recevoir les faîtes des appentis. Solin et corbeaux se prolongent sur la face ouest, afin de faciliter l’établissement d’un porche. Extérieurement, le chevet est plat, terminé en pignon et ornée de trois fenêtres, plein-cintre à l’intérieur et ogivale à l’extérieur. La construction est très soignée, d’un moyen appareil superbe ; les assises, bien réglées, ont 31 cm de hauteur. Un banc court à l’intérieur, le long des murs, jusqu’au sanctuaire.
A l’extérieur, des corniches sont strictement cantonnées sur les faces latérales : à l’est et à l’ouest, le raccord de la corniche avec l’assise correspondante donne lieu à une combinaison intéressante : la queue de la corniche est chargée d’un bloc mince, qui rachète la différence entre la hauteur de ladite corniche et la hauteur de l’assise. C’est une dérogation aux pratiques du Moyen Age. Une autre disposition exceptionnelle peut s’observer dans les arcs des fenêtres : les sommiers ne sont pas des claveaux, normalement extradossées : ils font partie de l’assise.
Le clocher-arcade, très simple, est relevé d’une archivolte d’extrados moulurée. À l’origine, deux cloches ornées les arcades. La seule cloche subsistance actuellement date de 1896.
La porte est en plein cintre, surmontée de trois archivoltes en retrait, du même style. Mais les voussures (un maçon a enlevé, vers 1894, un boudin profilé sur l’angle est de la voussure du plus petit rayon) décèle la période gothique. Quant à la décoration sculptée de cette porte, elle représente le mélange le plus déconcertant de motifs et de styles : les chapiteaux, fort jolis, et certains feuillages dans la manière gothique voisinent avec des entrelacs perlés. Ces arcatures sont couvertes de tores dans leurs parties saillantes, retombant par leur point d’assemblage sur les pieds droits. La corniche, qui contourne la porte, est à 30 cm de la première arcature et se trouve ornée d’entrelacs perlés entrelacés et de branches à feuilles rabattues et perlées aussi. La corniche, que supportent les chapiteaux de la porte, sont formées de guirlandes de feuilles, s’enroulant autour de leur tige, et les grappes qui en sortent sont semblables au raisin.

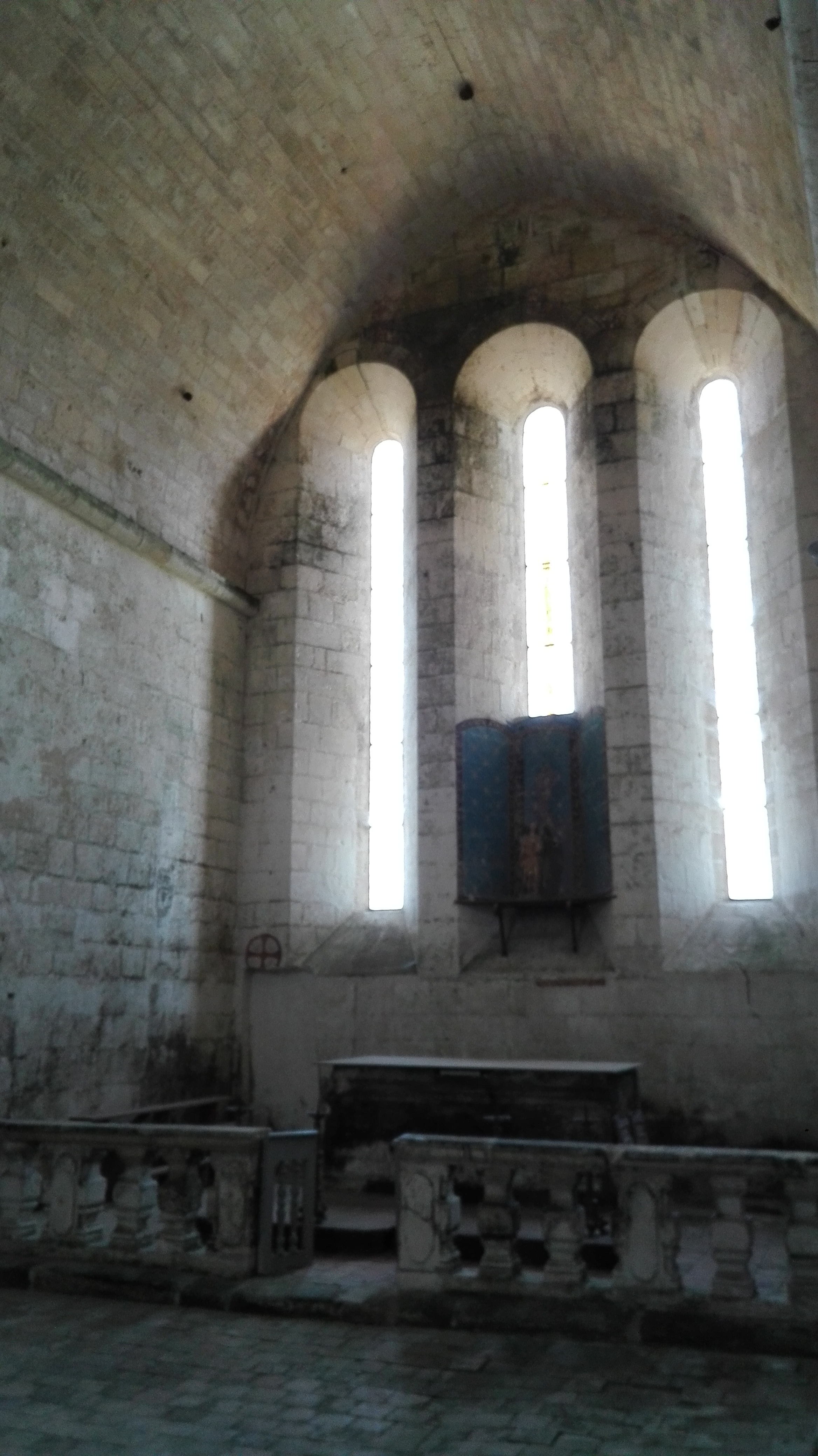
Mur du chevet de la chapelle templière de Saint-Laurent d'Arce, Gironde, France. Chevet percé de trois baies.

À l’intérieur, on pouvait apercevoir au début du XXe siècle, des traces de peintures : quelques personnages et surtout un appareil simulé, dont les joints étaient figurés par deux traits rouges. De même étaient apparentes, au faîte du berceau et à la rencontre de ce berceau avec les deux murs de tête, des bandes peintes chargées d’enroulements. C’était l’une des meilleures décorations picturales que le Moyen Age nous avait laissées. Il n’en reste actuellement que quelques traces éparses. De plus sont visibles douze croix de Malte de l’ordre de Saint-Jean de Jérusalem, peintes et cerclées en rouge, en plus des traces de décorations sur les deux autels.
À l'extérieur, sur la façade sud de l'église, près de la façade occidentale, à environ 1,80 m du sol, se trouvent les vestiges de deux cadrans canoniaux gravés dans la pierre.

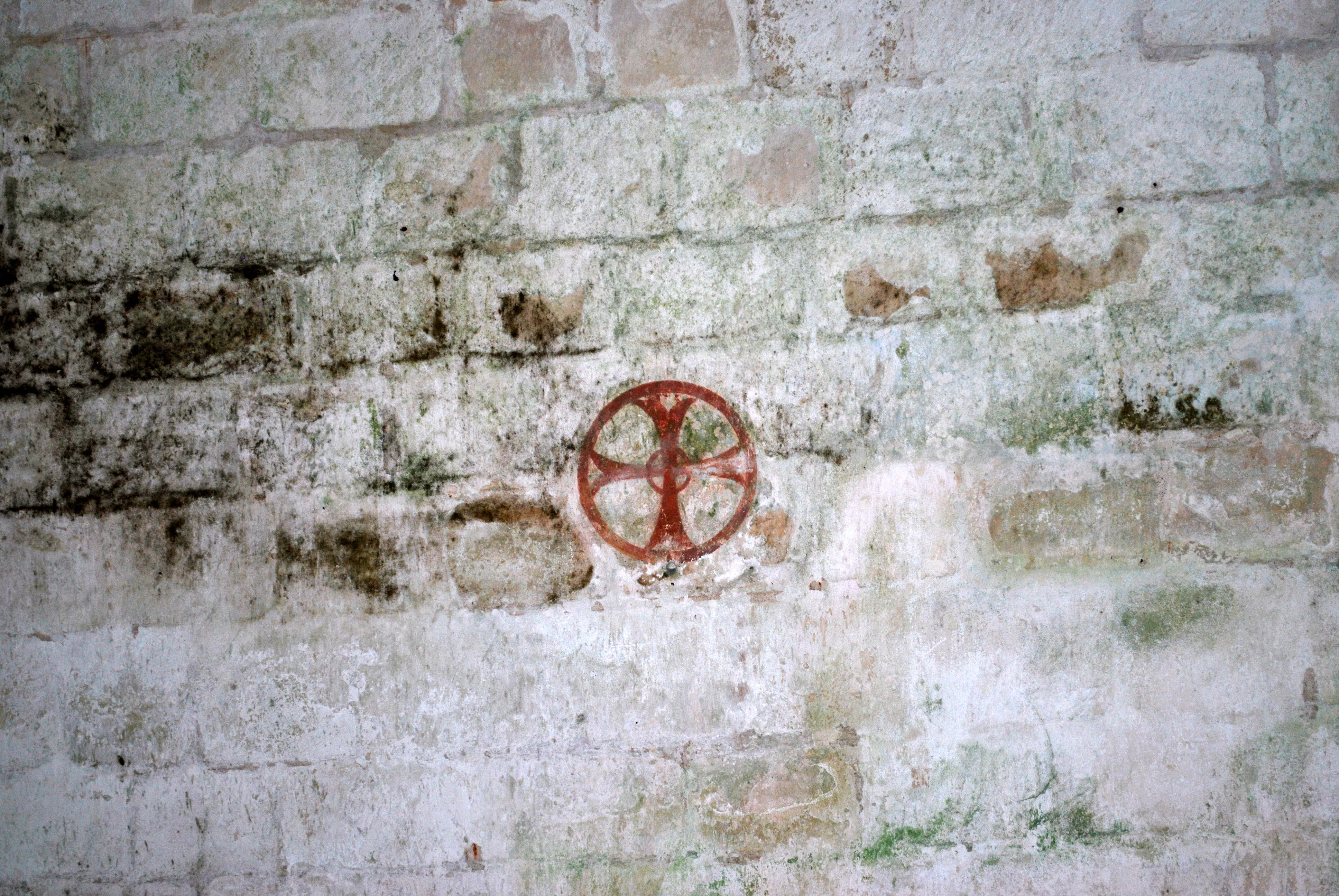
Une croix de Malte
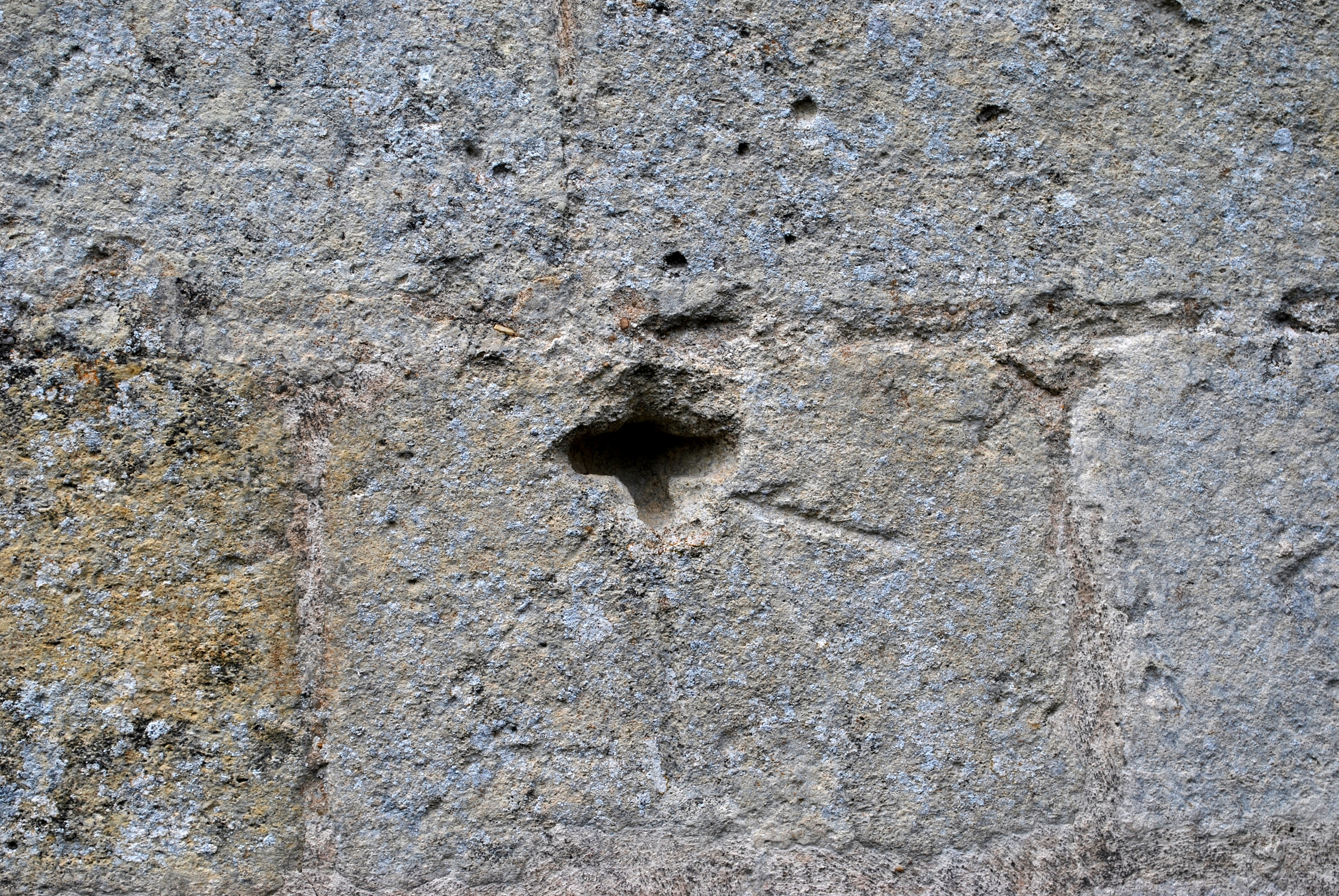
Cadran canonial a
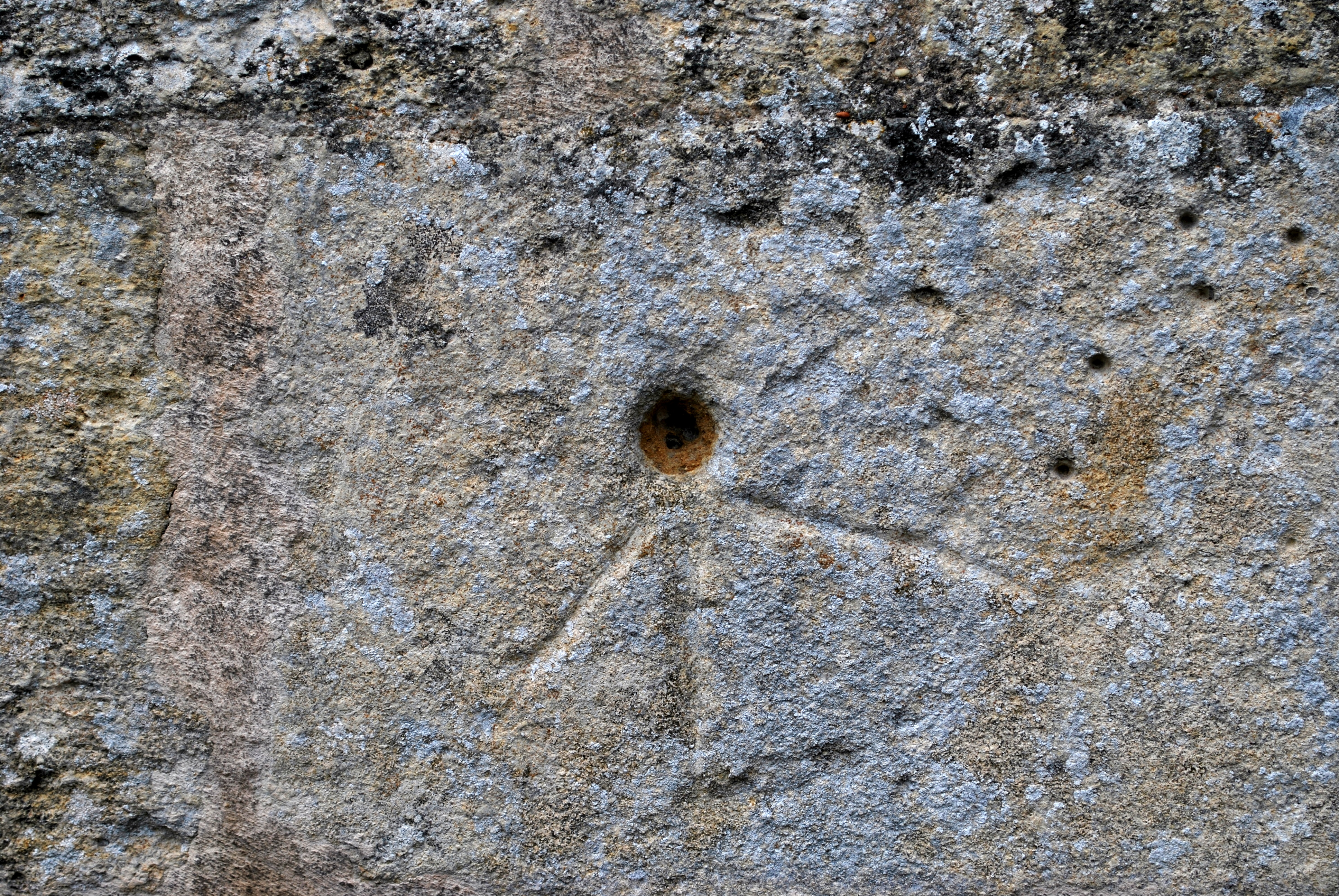
Cadran canonial b

## Lieu de pèlerinage sur la route de Compostelle
Faute de trace archéologique, il est impossible de déterminer la date de construction ou de destruction du bâtiment jouxtant la chapelle. Ce bâtiment aurait été détruit entre les XVIe et XVIIe siècles. La rivière du Moron, située à moins de 100 mètres de la chapelle, était une voie navigable et des pèlerins empruntaient cette voie du chemin de Saint-Jacques-de-Compostelle. Ces pèlerins ont été nombreux au cours des siècles, surtout tout au long du Moyen Age. Le culte de Saint Jacques était très populaire et l’est encore de nos jours. Un balisage des chemins de Compostelle a été effectué par le Conseil général de la Gironde avec l'aide de quelques associations, dont l’Association des Chemins de Compostelle de la Gironde et l'Association Historique et Archéologique de Saint-Laurent d'Arce.